# Mătișeni
Mătișeni (węg. Mátisfalva) – wieś w Rumunii, w okręgu Harghita, w gminie Mugeni. W 2011 roku liczyła 121 mieszkańców.